# L'Hermitage

L'Hermitage este o comună în departamentul Ille-et-Vilaine, Franța. În 1 ianuarie 2022 avea o populație de 4.683 de locuitori.